# Museu Mineral de la Universitat d'Arizona

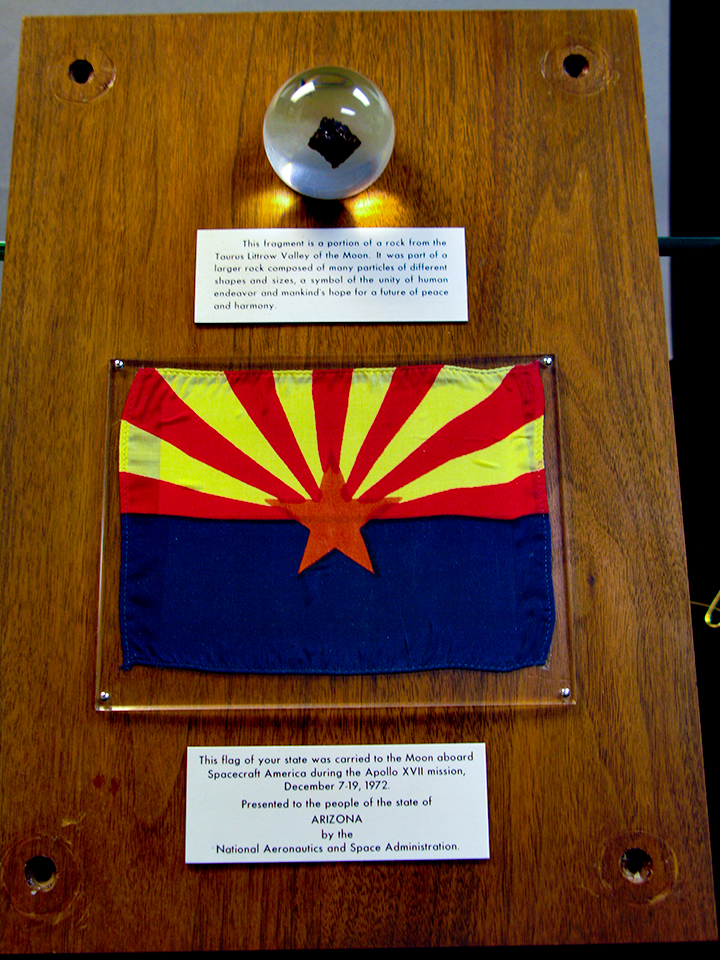
Un fragment de roca lunar i una bandera de l'estat d'Arizona que va ser portada a la Lluna i de tornada per l'Apollo 17, visitable al museu.

El Museu Mineral de la Universitat d'Arizona (UAMM), és un museu mineralògic que es troba al campus de la Universitat d'Arizona a Tucson, Arizona.
El museu es va iniciar l'any 1892 i acull més de 24.000 exemplars de tot el món, inclosos meteorits, micromounts i artefactes miners. Els minerals d'Arizona i Mèxic estan especialment ben representats a la col·lecció, amb més de 2.000 exemplars.
També hi ha una selecció de pintures a l'oli de l'artista de Delaware William Davidson White (1896-1971), que representen els miners i la mineria.